# La meticcia di Sacramento
La meticcia di Sacramento (The Man Behind the Gun) è un film del 1953 diretto da Felix E. Feist.
È un film western statunitense ambientato nel 1853 in California con Randolph Scott, Patrice Wymore, Dick Wesson e Philip Carey.

## Trama
Il maggiore Callicut viaggia in diligenza verso la California dove è stato inviato in missione per sgominare un gruppo di secessionisti. Durante il viaggio subisce un tentativo di furto da parte di un noto bandito, Vic Sutro. Callicut riesce a catturare il bandito e, una volta arrivato a destinazione, lo consegna al capitano Gilles, comandante della guarnigione locale. Con l'aiuto di alcuni suoi ex soldati, Callicut riesce a introdursi sotto falso nome in un saloon dove si riuniscono i ribelli e scopre un ingente deposito d'armi. Compagna di viaggio nella diligenza è Lora, una maestra che deve recarsi in California per andare a sposare Gilles ma, una volta arrivata, si rende conto che Gilles ama un'altra e intanto cade nella trappola del senatore Sheldon. Sheldon, che finge di essere un difensore della legge ma in realtà è un capo dei secessionisti, uccide il senatore Creegan suo rivale e fa credere di essere morto egli stesso nello scontro, con lo scopo di continuare indisturbato nella sua attività di sovversivo. Lora è a conoscenza dei fatti e per questo viene sequestrata e tenuta in ostaggio dai ribelli. Nel frattempo, Callicut riesce a far saltare in aria il deposito di armi e munizioni, ingaggia una battaglia con gli avversari, sgomina tutti i nemici della Repubblica e libera Lora, ormai innamorata di lui.

## Produzione
Il film, diretto da Felix E. Feist su una sceneggiatura di John Twist e un soggetto di Robert Buckner, fu prodotto da Robert Sisk per la Warner Bros. e girato nel Bell Ranch a Santa Susana, California, da inizio dicembre 1951 all'inizio di febbraio 1952. I titoli di lavorazione furono  City of the Angels e Man with a Gun. Robert Cabal interpreta Joaquin Murieta, un bandito messicano realmente esistito nella prima metà del XIX secolo.

## Distribuzione
Il film fu distribuito con il titolo The Man Behind the Gun negli Stati Uniti dal 13 gennaio 1953 al cinema dalla Warner Bros.
Altre distribuzioni:
- in Finlandia il 26 giugno 1953 (San Pedron kapinoitsijat)
- in Giappone il 12 agosto 1953
- in Danimarca il 26 ottobre 1953
- in Svezia il 20 novembre 1953 (Banditlegionen)
- in Francia il 4 dicembre 1953 (La taverne des révoltés)
- in Germania Ovest il 24 novembre 1954 (Der Rebell von Kalifornien)
- in Austria nel marzo del 1955 (Der Rebell von Kalifornien)
- in Turchia nel novembre del 1955 (Silâhlar Çarpisiyor)
- in Belgio (La taverne des révoltés)
- in Brasile (De Arma em Punho)
- in Spagna (Era el comandante Callicut)
- in Grecia (I taverna ton synomoton)
- in Italia (La meticcia di Sacramento)

## Promozione
La tagline è: An Easy-Going Gent with Deadly Guns...and a Reputation to Match!.